# Крест Маннергейма
Крест Маннергейма — специальная награда финского Ордена Креста Свободы, появившаяся после Зимней войны 1939—1940 годов, названная в честь маршала Финляндии Карла Густава Маннергейма и вручавшаяся до весны 1945 года.
Крест имел два класса: крестом I класса награждались командующие армейскими соединениями уровня корпуса (всего имело место только два награждения таким крестом — самого Маннергейма и Эрика Хейнрикса, причём оба они были также награждены и крестом II класса), крестом II класса могли быть награждены любые военнослужащие, совершившие какой-либо выдающийся поступок (всего был награждён 191 человек, включая Маннергейма и Хейнрикса, из них четверо дважды). По старшинству среди всех наград Финляндии крест Маннергейма I класса был 5-й, II класса — 9-й наградой. Крест II класса считался самой почётной военной наградой Финляндии, а выплачиваемое вместе с награждением им денежное вознаграждение в размере 50 тысяч финских марок соответствовало (по состоянию на 1942 год) годовому окладу лейтенанта. Первым награждённым крестом II класса стал полковник (впоследствии генерал-майор) Рубен Лагус. Среди награжденных Крестом II класса — летчик Ауво Маунула.
Внешний вид награды был разработан Оскаром Пилем на основе Креста Свободы, созданного художником Аксели Галлен-Каллелой.
1 ноября 2020 года скончался последний из 191 кавалеров Креста Маннергейма — Туомас Гердт (р. 28 мая 1922).

## Двукратные кавалеры

### I и II класс
- Фельдмаршал Карл Маннергейм, 7 октября 1941 (оба класса)
- Генерал пехоты Эрик Хейнрикс, 5 февраля 1942 (II класс) и 31 декабря 1944 (I класс)

### II класс
- Генерал-майор Ааро Паяри, 14 сентября 1941 и 16 октября 1944
- Полковник Мартти Ахо[фин.], 1 марта 1942 и 16 октября 1944
- Прапорщик Илмари Юутилайнен, 26 апреля 1942 и 28 июня 1944
- Капитан Ханс Винд, 31 июля 1943 и 28 июня 1944